# بشام (آلاباما)
بشام (به انگلیسی: Basham) یک منطقهٔ مسکونی در ایالات متحده آمریکا است که در شهرستان مورگان، آلاباما واقع شده‌است. بشام ۲۲۷ متر بالاتر از سطح دریا واقع شده‌است.